# Saturnia atlantpyri
Saturnia atlantpyri är en fjärilsart som beskrevs av Friedrich Wilhelm Niepelt 1912. Saturnia atlantpyri ingår i släktet Saturnia och familjen påfågelsspinnare. Inga underarter finns listade.